# Šanov (ort i Tjeckien, Mellersta Böhmen)
Šanov är en ort i Tjeckien.   Den ligger i regionen Mellersta Böhmen, i den västra delen av landet, 60 km väster om huvudstaden Prag. Šanov ligger 355 meter över havet och antalet invånare är 474.
Terrängen runt Šanov är huvudsakligen platt, men västerut är den kuperad. Šanov ligger nere i en dal.Runt Šanov är det ganska glesbefolkat, med 40 invånare per kvadratkilometer. Närmaste större samhälle är Rakovník, 7,5 km öster om Šanov. Trakten runt Šanov består till största delen av jordbruksmark.